# Blanche-Neige, la suite
Pour les articles homonymes, voir Blanche-Neige (homonymie).
Pour plus de détails, voir Fiche technique et Distribution.
Blanche-Neige, la suite est un film d’animation franco-belge réalisé par Picha, sorti en 2007.

## Synopsis
Cette parodie commence là où les contes de fées se terminent habituellement : « ils se marièrent, furent heureux et eurent beaucoup d'enfants ». Ici, sans parler de la nuit de noces, la suite n'est pas de tout repos, et des rivales apparaissent.

## Fiche technique
- Réalisation : Picha
- Scénario : Tony Hendra et Picha
- Musique : Willie Dowling (compositeur), Anaïs (interprète), David McNeil (parolier)
- Décors : Pascal David
- Réalisateur technique: Laurent Bounoure
- Montage : Chantal Hymans
- Producteur : Arlette Zylberberg (associé), Grzegorz Handzlik (associé), Eric Van Beuren (délégué), Linda Van Tulden (délégué), Steve Walsh (délégué)
- Distribution : Rezo Films (France), Cinéart (Belgique)
- Format : 35 mm (couleur)
- Genre : Animation, comédie
- Pays :  Royaume-Uni -  Belgique -  France -  Pologne
- Langue : français, anglais
- Dates de sortie : 
  - Belgique : 31 janvier 2007 (sorti avec des doublages français et flamands[1])
  - France : 31 janvier 2007
- Public : Film interdit aux moins de 12 ans lors de sa diffusion à la télévision.

## Distribution (Voix anglaises originales)
Direction et adaptation : Tony Hendra
- Stephen Fry : le narrateur
- Sally Ann Marsh : Blanche-Neige (voix parlée)
- Jackie Sheridan : Blanche-Neige (voix chantée)
- Simon Greenall : le Prince Charmant
- Morwenna Banks : la Bonne fée
- Rik Mayall : les sept nains
- Lia Williams : La Belle au bois dormant
- Shelley Blond : Cendrillon
- Michael Kilgarriff et Gary Martin : Hannibal l'Ogre
- Robert Bathurst, Philip Bretherton, David Carling, April Ford, Tom George, Sarah Hadland, Vicki Hopps, Simon Schatzberger et Jimmy Hibbert : Voix additionnelles

## Distribution (Voix française)
Société : Cinéphase
Direction artistique : Jenny Gérard
Assistant direction : Maxime Legier
Adaptation : Chantal Bugalski et Marina Raclot
Enregistrement dialogues : Richard BADEY et Anne LECAMPION
Enregistrement chansons : Mathieu Langlet
Coordination : Catherine Ghislain
Studio coordination : Made In Europe
Chanteur soliste : Marco Beacco
- Cécile de France : Blanche-Neige (voix parlée), La Belle au bois dormant et Cendrillon
- Anaïs : Blanche-Neige (voix chantée)
- Jean-Paul Rouve : le Prince Charmant
- Marie Vincent : la Bonne fée
- Jean-Claude Donda : Les sept nains, le Grand Venuer, la vieille chouette, le portier du bal et divers lutins exploités
- Gérard Surugue : Les sept nains et divers lutins exploités
- Benoît Allemane : le narrateur
- Marc Alfos : Hannibal l'Ogre
- François Barbin : la Bête
- Mona Walravens : la Belle
- Sasha Supera : Tom Pouce
- Agathe Schumacher : Mère de Bambi et voix additionnelles
- Michel Tugot-Doris : Le receptioniste au bal et voix additionnelles
- Nicolas Beaucaire et Olivier Cordina : Voix additionnelles

## Autour du film
- C'est le quatrième long métrage satirique de Picha après Tarzoon, la honte de la jungle (1975), Le Chaînon manquant (1980) et Le Big Bang (1987).